# Mariko (Vorname)
Mariko ist ein japanischer weiblicher Vorname.

## Namensträgerinnen
- Mariko Asabuki (* 1984), japanische Schriftstellerin
- Mariko Kikuta (* 1970), japanische Bilderbuch-Autorin und -Illustratorin
- Mariko Minoguchi (* 1988), deutsche Regisseurin und Drehbuchautorin
- Mariko Miyagi (1927–2020), japanische Sängerin, Schauspielerin, Regisseurin und Wohltäterin
- Mariko Mori (* 1967), japanische Multimediakünstlerin
- Mariko Morimoto (* 1995), japanische Leichtathletin
- Mariko Muranaka  (* 1982), japanische Cellistin, Performancekünstlerin und Komponistin
- Mariko Nakai, eigentlicher Name von Wataru Yoshizumi (* 1963), japanische Manga-Zeichnerin
- Mariko Nishio (* um 1950), japanische Badmintonspielerin
- Mariko Okada (* 1933), japanische Schauspielerin
- Mariko Tamaki (* 1975), kanadische Autorin und Performance-Künstlerin
- Mariko Yamada (* 1950), US-amerikanische Politikerin